# Chế Lan Viên
Phan Ngọc Hoan, thường được biết đến với bút danh Chế Lan Viên (20 tháng 10 năm 1920 – 19 tháng 6 năm 1989), là một nhà thơ kiêm nhà văn người Việt Nam.

## Cuộc đời văn nghiệp
Phan Ngọc Hoan, sinh ngày 20 tháng 10 năm 1920 (tức ngày 9 tháng 9 năm Canh Thân) tại xã Cam An, huyện Cam Lộ, tỉnh Quảng Trị.
Ông lớn lên và theo học ở Quy Nhơn, đỗ bằng Thành chung (THCS hay cấp II hiện nay) thì thôi học, đi dạy tư kiếm sống. Có thể xem Quy Nhơn, Bình Định là quê hương thứ hai của Chế Lan Viên, nơi đã để lại những dấu ấn sâu sắc trong tâm hồn ông.
Ông bắt đầu làm thơ từ năm 12, 13 tuổi. Năm 17 tuổi, với bút danh Chế Lan Viên, ông xuất bản tập thơ đầu tay nhan đề Điêu tàn, có lời tựa đồng thời là lời tuyên ngôn nghệ thuật của "Trường Thơ Loạn". Cả tập Điêu tàn là cảm xúc của ông về cả một Đế chế- Đế chế Chiêm Thành và ông đã xót thương thay sự "Điêu tàn" của Đế chế này đến mức lấy Chế làm họ cho mình, trong khi ông tên là Phan Ngọc Hoan sinh tại Quảng Trị. Ông thương xót một triều đại đã từng là "Giặc phương Nam" của nước Việt với các Thủ lĩnh như Chế Củ, Chế Bồng Nga,.. đã bị các Vua Việt Nam xóa sổ. Từ đây, cái tên Chế Lan Viên trở nên nổi tiếng trên thi đàn Việt Nam. Ông cùng với Hàn Mặc Tử, Yến Lan, Quách Tấn được người đương thời gọi là "Bàn thành tứ hữu" của Bình Định.
Năm 1939, ông ra học tại Hà Nội. Sau đó Chế Lan Viên vào Sài Gòn làm báo rồi ra Thanh Hóa dạy học. Năm 1942, ông cho ra đời tập văn Vàng sao, tập thơ triết luận về đời với màu sắc siêu hình, huyền bí.
Cách mạng Tháng Tám nổ ra, ông tham gia phong trào Việt Minh tại Quy Nhơn, rồi ra Huế tham gia Đoàn xây dựng cùng với Hoài Thanh, Lưu Trọng Lư, Đào Duy Anh. Thời kỳ này, Chế Lan Viên viết bài và làm biên tập cho các báo Quyết thắng, Cứu quốc, Kháng chiến. Phong cách thơ của ông giai đoạn này cũng chuyển dần về trường phái hiện thực. Tháng 7 năm 1949, trong chiến dịch Tà Cơn-đường 9 (Quảng Trị), Chế Lan Viên gia nhập Đảng Cộng sản Đông Dương.
Năm 1954, Chế Lan Viên tập kết ra Bắc làm biên tập viên báo Văn học. Từ năm 1956 đến năm 1958, ông công tác ở phòng văn nghệ, Ban tuyên huấn trung ương và đến cuối năm 1958 trở lại làm biên tập tuần báo Văn học (sau là báo Văn nghệ). Từ năm 1963 ông là ủy viên thường vụ Hội nhà văn Việt Nam, ủy viên ban thư ký Hội nhà văn Việt Nam. Ông cũng là đại biểu Quốc hội Việt Nam Dân chủ Cộng hòa các khóa IV, V và VI, ủy viên Ban văn hóa - giáo dục của quốc hội.
Sau 1975, ông vào sống tại Thành phố Hồ Chí Minh. Ông mất ngày 19 tháng 6 năm 1989 (tức ngày 16 tháng 5 năm Kỷ Tỵ) tại Bệnh viện Thống Nhất, Thành phố Hồ Chí Minh, thọ 68 tuổi.
Ông được nhà nước Việt Nam truy tặng Giải thưởng Hồ Chí Minh về Văn học nghệ thuật (1996).
Con gái ông, bà Phan Thị Vàng Anh, cũng là một nhà văn nổi tiếng.

## Phong cách của Chế Lan Viên
Con đường thơ của Chế Lan Viên "trải qua nhiều biến động, nhiều bước ngoặt với những trăn trở, tìm tòi không ngừng của nhà thơ", thậm chí có một thời gian dài im lặng (1945-1958).
Trước Cách mạng tháng Tám, thơ Chế Lan Viên là một thế giới đúng nghĩa "trường thơ loạn": "kinh dị, thần bí, bế tắc của thời Điêu tàn  với xương, máu, sọ người, với những cảnh đổ nát, với tháp Chàm". Những tháp Chàm "điêu tàn" là một nguồn cảm hứng lớn đáng chú ý của Chế Lan Viên. Qua những phế tích đổ nát và không kém phần kinh dị trong thơ Chế Lan Viên, ta thấy ẩn hiện hình bóng của một vương quốc hùng mạnh thời vàng son, cùng với nỗi niềm hoài cổ của nhà thơ.
Sau Cách mạng tháng Tám, thơ ông đã "đến với cuộc sống nhân dân và đất nước, thấm nhuần ánh sáng của cách mạng", và có những thay đổi rõ rệt. Trong thời kì 1960-1975, thơ Chế Lan Viên vươn tới khuynh hướng sử thi hào hùng, chất chính luận, đậm tính thời sự. Sau năm 1975, "thơ Chế Lan Viên dần trở về đời sống thế sự và những trăn trở của cái "tôi" trong sự phức tạp, đa diện và vĩnh hằng của đời sống".
Phong cách thơ Chế Lan Viên rất rõ nét và độc đáo. Thơ ông là sức mạnh trí tuệ được biểu hiện trong khuynh hướng suy tưởng - triết lý. "chất suy tưởng triết lý mang vẻ đẹp trí tuệ và sự đa dạng, phong phú của hình ảnh thơ được sáng tạo bởi một ngòi bút thông minh, tài hoa"
Khai thác triệt để các tương quan đối lập. Và nổi bật nhất là năng lực sáng tạo hình ảnh phong phú, độc đáo nhiều ý nghĩa biểu tượng.

## Quan điểm và tính cách
Chế Lan Viên là người rất thẳng tính và khó tính, lại hay tranh luận. Khi tranh luận và phê bình ông rất gay gắt và thẳng thắn, không vị nể ai dù là đàn anh lớn tuổi hay bạn bè thân thiết. Nhiều nhà thơ, nhà văn như Phan Khôi, Xuân Diệu, Tú Mỡ, Yến Lan, Nguyễn Văn Bổng, Bùi Hiển, Hoàng Minh Châu... đều từng phải nghe và đọc những lời phê bình nặng nề của Chế Lan Viên. Tính hay cãi của Chế Lan Viên nổi tiếng đến mức khi ông và nhà thơ Nguyễn Viết Lãm mới đi công tác ở Hunggari về, phu nhân Vũ Thị Thường đã hỏi ngay "Thế hai ông đi với nhau có cãi nhau không đấy?". Còn Xuân Diệu thì nói: "Bây giờ cậu ấy ghê quá, chứ trước kia hồi còn trẻ khi xuất bản Điêu tàn xử sự khiêm tốn".
Chế Lan Viên cũng khuyến khích các nhà thơ, nhà văn mạnh dạn phản ánh những vấn đề của xã hội, ông kêu gọi "hoan nghênh các văn nghệ sĩ làm phận sự chuyên chính với cái xấu, không chịu hữu khuynh với cái xấu bằng tác phẩm của mình". Bản thân Chế Lan Viên cũng biết tính cách của mình khiến nhiều người phật ý. Một số bạn bè như nhà văn Nguyễn Văn Bổng hiểu tính của Chế Lan Viên nên chỉ cười trừ bỏ qua.
Mặt khác, theo nhà phê bình Mai Quốc Liên, Chế Lan Viên cũng là người đa cảm, dễ xúc động, dễ mủi lòng, dễ tha thứ.
Chế Lan Viên quan niệm thơ văn là trí tuệ vì vậy không dễ dãi được. Bài thơ "Người thay đổi đời tôi" gửi cho Đài tiếng nói Việt Nam ban đầu dài 80 trang A4, tuy nhiên trước khi phát thanh Chế Lan Viên đã thu hồi bản thảo về sửa chữa, cắt gọt chỉ còn 2 trang mới thôi. Ông cũng đặc biệt không khoan nhượng với những trường hợp mà ông xem là lệch lạc về quan điểm chính trị cũng như học thuật.
Chế Lan Viên là người có tài hùng biện và khả năng ứng đối trong chuyện trò, giao tiếp. Sự ứng đối trong giao tiếp của ông không chỉ sắc bén mà còn rất nhanh nhạy, kịp thời. Với vốn tri thức uyên bác và khả năng biện luận, ông nhận được sự thán phục của nhiều bạn văn trong và ngoài nước. Xuân Diệu nhận xét: "Tranh luận với Chế Lan Viên rất khó. Rõ ràng mình có lý mà cuối cùng lại hóa ra đuối lý với Chế Lan Viên". Nam Trân từng nhận xét: "Chế Lan Viên như một ông trạng khi đi sứ". Còn nhà văn Anh Đức nói: "Tài ứng đối của Chế Lan Viên thể hiện rất rõ trong các cuộc họp. Anh nói có lý lẽ, có hình ảnh, giàu sức thuyết phục.[...] Nếu ở thời vua chúa, thì thể nào anh cũng phải đi sứ." Giới văn nghệ sĩ nhìn chung thích nghe Chế Lan Viên nói chuyện nhưng nhiều người cũng rất ngại khi tranh luận với ông.
    Lưu trữ ngày 8 tháng 1 năm 2022 tại Wayback Machine 

## Các bút danh
Ngoài bút danh Chế Lan Viên (được hiểu là tác giả tự nhận mình là bông hoa lan trong khu vườn nhà họ Chế - dòng họ vua chúa của dân tộc Chăm ở nước Chiêm Thành xưa) nổi tiếng, trong bài giới thiệu tập tiểu luận Những bước đường tư tưởng của tôi của Xuân Diệu, đăng trên báo Văn học tháng 9 năm 1958, ông ký bút danh Thạch Hãn (tên một con sông tỉnh Quảng Trị quê ông). Nhiều bài báo in trên báo Thống Nhất, xuất bản ở Hà Nội trước tháng 5 năm 1975, ông cũng ký bằng bút danh này.
Từ năm 1959 đến năm 1963, trong thời gian làm biên tập báo Văn học, phụ trách chuyên mục Nói chuyện văn thơ, trả lời bạn đọc, ông ký bút danh Chàng Văn. Năm 1961, Nhà xuất bản Văn học đã cho xuất bản hai tập Vào nghề và Nói chuyện văn thơ của tác giả Chàng Văn.
Trong mục Nụ cười xuân trên báo Văn học, Chế Lan Viên có hai bài viết ngắn là Ngô bói Kiều và Lý luận Đờ Gôn ký tên Oah (tức Hoan).

## Đời tư và gia đình
Chế Lan Viên lập gia đình lần đầu tiên vào năm 1943 với bà Nguyễn Thị Giáo, con của một đại phú hào, dưới sự gợi ý và khuyên nhủ của nhà thơ Quách Tấn. Chính Quách Tấn cũng đứng ra sắp xếp và giúp đỡ hai người lấy nhau khi gia đình bà Giáo có ý ngăn cản vì Chế Lan Viên chưa có sự nghiệp. Hai người có ba người con là Phan Lai Triều, Phan Trường Định và Phan Thị Chấn Thanh. Tuy nhiên sau một thời gian dài chung sống hạnh phúc, cuộc hôn nhân xảy ra sóng gió khi Chế Lan Viên sang Trung Quốc chữa bệnh và hai người ly dị vào năm 1959.
Chế Lan Viên kết hôn lần thứ hai vào năm 1961 với nhà văn Vũ Thị Thường (tên thật là Lê Thị Kim Nga), sinh năm 1930 tại thôn Tả Thanh Oai, xã Đại Thành, huyện Thường Tín, tỉnh Hà Tây. Bà hoạt động trong lĩnh vực báo chí và phong trào phụ nữ, tác giả của truyện ngắn Cái hom giỏ đoạt giải A cuộc thi truyện ngắn báo Văn học năm 1958. Cuộc hôn nhân cũng được sư mai mối của một bạn văn khác là nhà văn Nguyễn Thành Long (tác giả của Lặng lẽ Sa Pa). Ông và bà Thường có hai con là Phan Thị Thắm và Phan Thị Vàng Anh. Sau khi Chế Lan Viên qua đời, bà Thường là người sưu tầm, biên soạn các bài thơ chưa được xuất bản của Chế Lan Viên để công bố thành 3 tập Di cảo thơ.

## Tác phẩm chính

### Thơ
- Điêu tàn (1937), 37 bài thơ[4]
- Gửi các anh (1954), 13 bài thơ
- Ánh sáng và phù sa (1960), 70 bài thơ
- Hoa ngày thường - Chim báo bão (1967), 49 bài thơ
- Những bài thơ đánh giặc (1972)
- Đối thoại mới (1973), 64 bài thơ
- Ngày vĩ đại (1976)
- Hoa trước lăng Người (1976), 12 bài thơ
- Dải đất vùng trời (1976)
- Hái theo mùa (1977), 75 bài thơ
- Hoa trên đá I,II (1984 - 1988), 15 và 16 bài thơ
- Tuyển tập thơ Chế Lan Viên (tập I, 1985 tập II, 1990)
- Ta gửi cho mình (1986)
- Di cảo thơ I, II, III (1992, 1993, 1995)
- Tuyển tập thơ chọn lọc

### Thơ được phổ nhạc
. Con cò được Nguyễn Thừa Thiên phổ thành bài hát cùng tên " CON CÒ"
.

### Văn
- Vàng sao (1942)
- Thăm Trung Quốc (bút ký, 1963)
- Những ngày nổi giận (bút ký, 1966)
- Bác về quê ta (tạp văn, 1972)
- Giờ của đô thành (bút ký, 1977)
- Nàng tiên trên mặt đất (1985)

### Tiểu luận phê bình
- Kinh nghiệm tổ chức sáng tác (1952)
- Nói chuyện thơ văn (1960)
- Vào nghề (1962)
- Phê bình văn học (1962)
- Suy nghĩ và bình luận (1971)
- Bay theo đường bay dân tộc đang bay (1976)
- Nghĩ cạnh dòng thơ (1981)
- Từ gác Khuê Văn đến quán Trung Tân (1981)
- Ngoại vi thơ (1987)
- Nàng và tôi (1992)[6]

## Nhận xét
- "'Chế Lan Viên là nhà thơ luôn có sự tìm tòi, khám phá và sáng tạo. Ông luôn biết kế thừa, phát huy những tinh hoa của nền văn chương và nhân loại để mang lại cho tác phẩm của mình một vẻ đẹp riêng. Ông có sự nhận thức sâu sắc về chức năng của văn chương và sứ mệnh thiêng liêng của người nghệ sĩ đối với cuộc sống."[cần dẫn nguồn]
- "Thành tựu nghệ thuật Chế Lan Viên đã đạt được trong quá trình sáng tạo chính là những đóng góp lớn lao đối với sự phát triển của thơ ca Việt Nam nói riêng và văn chương Việt Nam nói chung."[cần dẫn nguồn]